# Эльблонгский канал
Эльблонгский канал (пол. Kanał Elbląski, нем. Oberländischer Kanal) — канал около польского города Эльблонг, соединяет Илавское поозерье (систему озёр в окрестностях городов Илава и Оструда) с Вислинским заливом Балтийского моря. Полностью расположен в пределах Варминьско-Мазурского воеводства.

## История
Территория, где располагается канал, отошла Польше от Германии по Потсдамскому договору в 1945 году. Идея соединить богатые озёра (всего их насчитывается около 9000) с Вислинским заливом возникла у немцев очень давно, вся проблема состояла в том, что на относительно коротком участке — 9,6 км перепад высоты составлял около 99,5 м Шлюзы строить было невозможно.
Проект был разработан в 1825 году прусским инженером Якобом Георгом Стеенке (Georg Jakob Steenke) из Кёнигсберга, который работал при дворе Фридриха I и Фридриха II с целью строительства водного пути для хозяйственного соединения Восточной Пруссии (нем. «Oberland») с Балтикой.
Проект ждал воплощения в жизнь почти 20 лет (1825—1844), его никто не брался финансировать. После долгих мытарств Стеенке получил аудиенцию у короля, где и изложил свою идею. Король отнёсся к идее прохладно, но тем не менее, к реализации проекта приступили в 1848 году — сначала понизили уровень озёр около 2 м, рыли, насыпали, строили шлюзы на озёрах; немцы уложились уже к 1852 году. А окончательные работы в связи с множеством прилегающих озёр были проведены к 1860 году.
Во время Второй мировой войны канал был разрушен, но уже в 1947 году по каналу прошёл первый туристический пароход.

## Описание
Длина главного хода канала — 82 км. Кроме того, канал имеет несколько ответвлений, а именно:
- Оструда — Илава (48 км)
- Оструда — Старе-Яблонки (16,8 км)
- Миломлын — Илава (31 км)

Самое необычное место канала, принесшее ему известность — небольшой участок (9,6 км) со значительным перепадом высот (более ста метров). На этом участке выстроена система из пяти судоподъёмников, которые перевозят суда посуху на платформах без камеры с водой. По принципу действия судоподъёмники являются наклонными лифтами, где платформы движутся по наклонной железной дороге с канатной тягой. Судоподъёмники до сих пор приводятся в действие оригинальными гидравлическими механизмами, сохранившимися со времён постройки канала. Также на канале есть 4 шлюза.
Канал пропускает небольшие суда водоизмещением до 50 тонн (аналогичные российским речным трамваям).

## Судоходство
Пассажирское судоходство по каналу осуществляет пароходство Żegluga Ostródzko — Elbląska (Острудско-Эльблонское пароходство). Канал также открыт для прохода частных судов, яхт и катеров.